# Limba vandalică

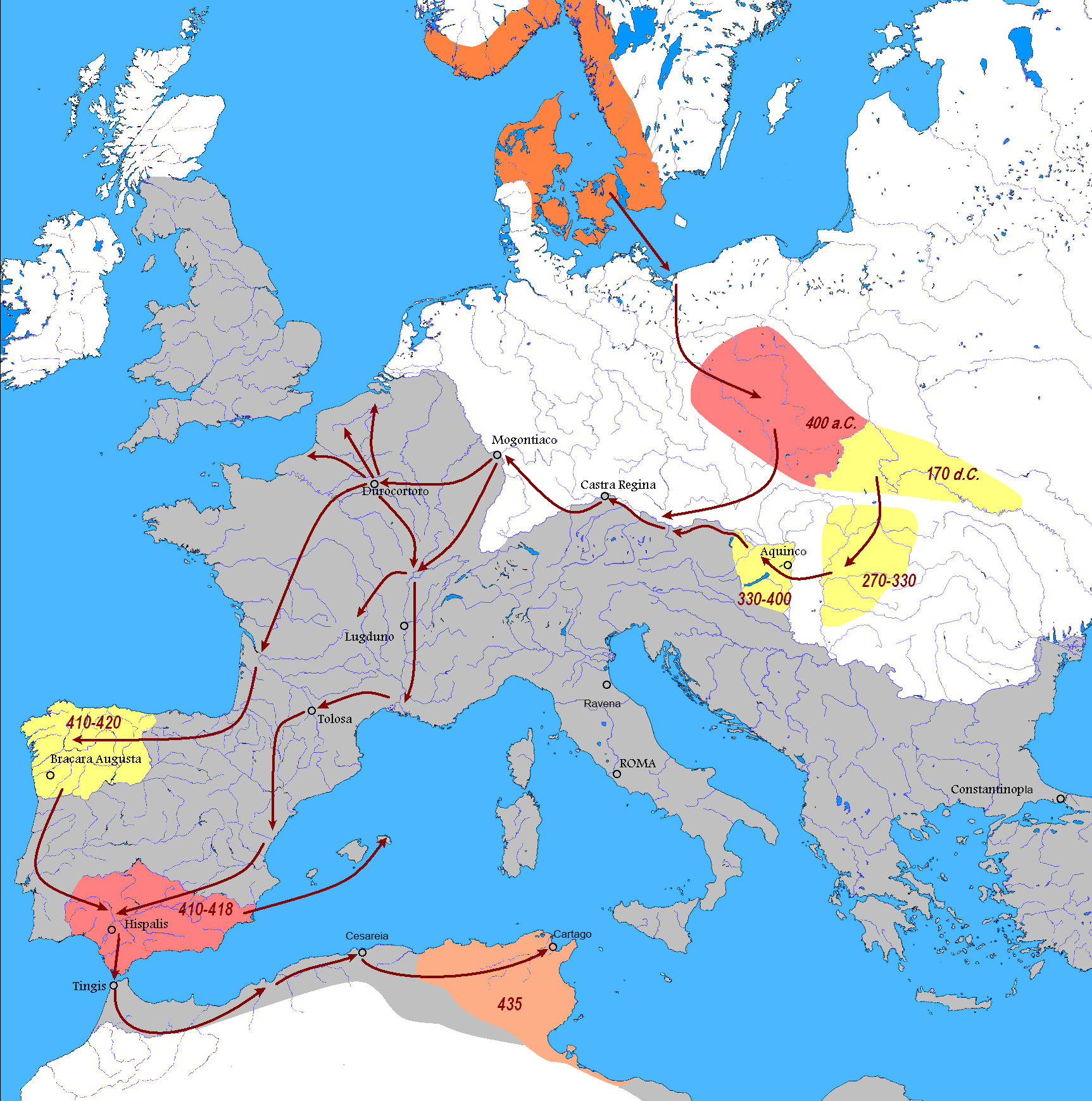
Vandalii în timpul migrației.

Limba vandalică sau vandala era o limbă germanică, probabil legată de gotică, fiind vorbită de poporul vandal. 
Originari din Scandinavia, vandali au fost respinși de către goți în Europa Centrală, de unde s-au îndreptat, la începutul migrației popoarelor, spre sudul Peninsulei Iberice (atins în 409), alături de suebi și de alani. Se pare că regiunea Andaluzia le poartă numele. Vandalii s-au instalat ca federați ai Romei sub regele lor Gunderic, înainte de a trece în Africa de Nord (429) sub regele lor Geiseric, presați fiind de vizigoți. Regatul lor în Africa romana, fondat în 439 (după cucerirea Karthago, care le-a devenit capitală), va fi distrus în urma recuceririi bizantine orchestrate de către împăratul Iustinian între 533 și 534. Regatul vandal a conoscut un proces de romanizare, înainte ca locuitorii săi să fie asimilați de populația nord-africană, mai ales în Algeria.
Această limbă este foarte puțin cunoscută. Se cunoaște doar că face parte din grupul limbilor germanice orientale, strâns legată de gotică. 
Un fragment de vandalică apare într-un poem disprețuitor scris în latină în jurul de secolului al VI-lea și întitulat De conviviis barbaris: 
- Inter eils Goticum scapiamatziaiadrincan
- Non audet quisquam dignos educere versus.
- (În traducere: „Printre goți eils scapiamatziaiadrincan,
- Nu îndrăznești să produci versuri demne.”)

Partea acestui poem scrisă în vandalică este compehensibilă / inteligibilă și pare să corespundă textului gotic 𐌷𐌰𐌹𐌻𐍃 𐍃𐌺𐌰𐌾𐌰𐌼 𐌼𐌰𐍄𐌾𐌰𐌽 𐌾𐌰𐌷 𐌳𐍂𐌹𐌲𐌺𐌰𐌽 / Hails ! Skapjam matjan jah drigkan !, al cărui sens este „Salut! Luăm mâncare și bem!”. 
O altă frază, printre puținele cunoscute, este Froia arme, care semnifică „Doamne, miluiește! / Doamne, îndură-Te spre noi!”  și corespunde sintagmei din greaca veche Κύριε ἐλέησον / Kúrie eléêson.

## Legături interne
- lingvistică
  - listă de limbi
    - limbi după familie
      - limbi indoeuropene
        - limbi germanice
          - limbi germanice de est